# Podalonia
Podalonia — род роющих ос (Sphecidae), включающий более 60 видов.

## Описание
Осы длиной около 10—27 мм. У самок первый тергит брюшка утолщённый, не входит в состав стебелька. Наличник посредине без продольного бугорка.
Гнезда в земле. Ловят гусениц бабочек или личинок пилильщиков.

## Распространение
Повсеместно, кроме Южной Америки. Большая часть видов в Средиземноморских странах и в Юго-Западной Азии. 20 видов в Северной Америке.
В мире 66 видов, в Палеарктике 42, в России 15 видов.

## Систематика
Более 60 видов. Род из трибы Ammophilini. Ранее род Podalonia рассматривался в качестве подрода в составе рода Ammophila. Синонимом рода Podalonia является подрод Psammophila  Dahlbom, 1842.
- Podalonia affinis  (W. Kirby 1798)
- Podalonia alpina  (Kohl 1888)
- Podalonia atrocyanea  (Eversmann 1849)
- Podalonia fera  (Lepeletier 1845)
- Podalonia hirsuta  (Scopoli 1763)
- Podalonia luffii  (Saunders 1903)
- Podalonia mauritanica  (Mercet 1906)
- Podalonia merceti  (Kohl 1906)
- Podalonia minax  (Kohl 1901)
- Podalonia rothi  (Beaumont 1951)
- Podalonia tydei  (Le Guillou 1841)